# Erin Thorn
Erin Thorn (Orem, 19 maggio 1981) è un'ex cestista e allenatrice di pallacanestro statunitense, professionista nella WNBA.

## Carriera
È stata selezionata dalle New York Liberty al secondo giro del Draft WNBA 2003 (17ª scelta assoluta).